# NGC 4810
NGC 4810 é uma galáxia irregular (Im/P) localizada na direcção da constelação de Virgo. Possui uma declinação de +02° 38' 27" e uma ascensão recta de 12 horas, 54 minutos e 51,2 segundos.
A galáxia NGC 4810 foi descoberta em 18 de Abril de 1855 por William Parsons.